# Plăieșii de Jos
Plăieșii de Jos es una comuna ubicada en el distrito de Harghita, Rumania.

## Superficie
Cuenta con una superficie de 295,7 kilómetros cuadrados.

## Demografía
Hasta 2021 la población era de 2819 habitantes, con una densidad de población de 9,534 habitantes por kilómetro cuadrado.